# 교수목
교수목(The Hanging Tree)은 미국에서 제작된 델머 데이브스 감독의 1959년 드라마, 멜로/로맨스, 서부 영화이다. 게리 쿠퍼 등이 주연으로 출연하였고 마틴 주로 등이 제작에 참여하였다.

## 출연

### 주연
- 게리 쿠퍼
- 마리아 셸

### 조연
- 칼 몰든
- 조지 C. 스콧
- 칼 스웬슨
- 버지니아 그레그
- 존 디어키스
- 킹 도너번
- 벤 피아자
- 펜 베리
- 윌리엄 베네딕트
- 대니 보제이지
- 아네트 클로디에
- 마틴 에릭
- 프랭크 해그니
- 딕 허드킨스
- 존 허드킨스
- 도로시 클리워
- 바론 제임스 리치터
- 캑터스 맥
- 프레드 말로우
- 해롤드 밀렌
- 밥 모건
- 카렌 노리스
- 버드 오스본
- 보이드 스톡맨
- 클라렌스 스트레이트
- 슬림 탤봇
- 돈 터너
- 세일러 빈센트
- 가이 윌커슨

## 제작진
- 조감독: 러셀 로웰린
- 세트: 프랭크 M. 밀러
- 의상: 마저리 베스트
- 분장부문: 고든 보
- 프로덕션매니저: 루 리어리